# Fiord de Geiranger
El fiord de Geiranger (en noruec: Geirangerfjorden) és un fiord de la regió de Sunnmøre, situat al sud del comtat de Møre og Romsdal a Noruega. Es localitza al municipi de Stranda. És una branca d'una quinzena de quilòmetres de l'lysefjorden, que és una branca del Storfjorden. En el fons del fiord es troba el poble de Geiranger.

## El fiord

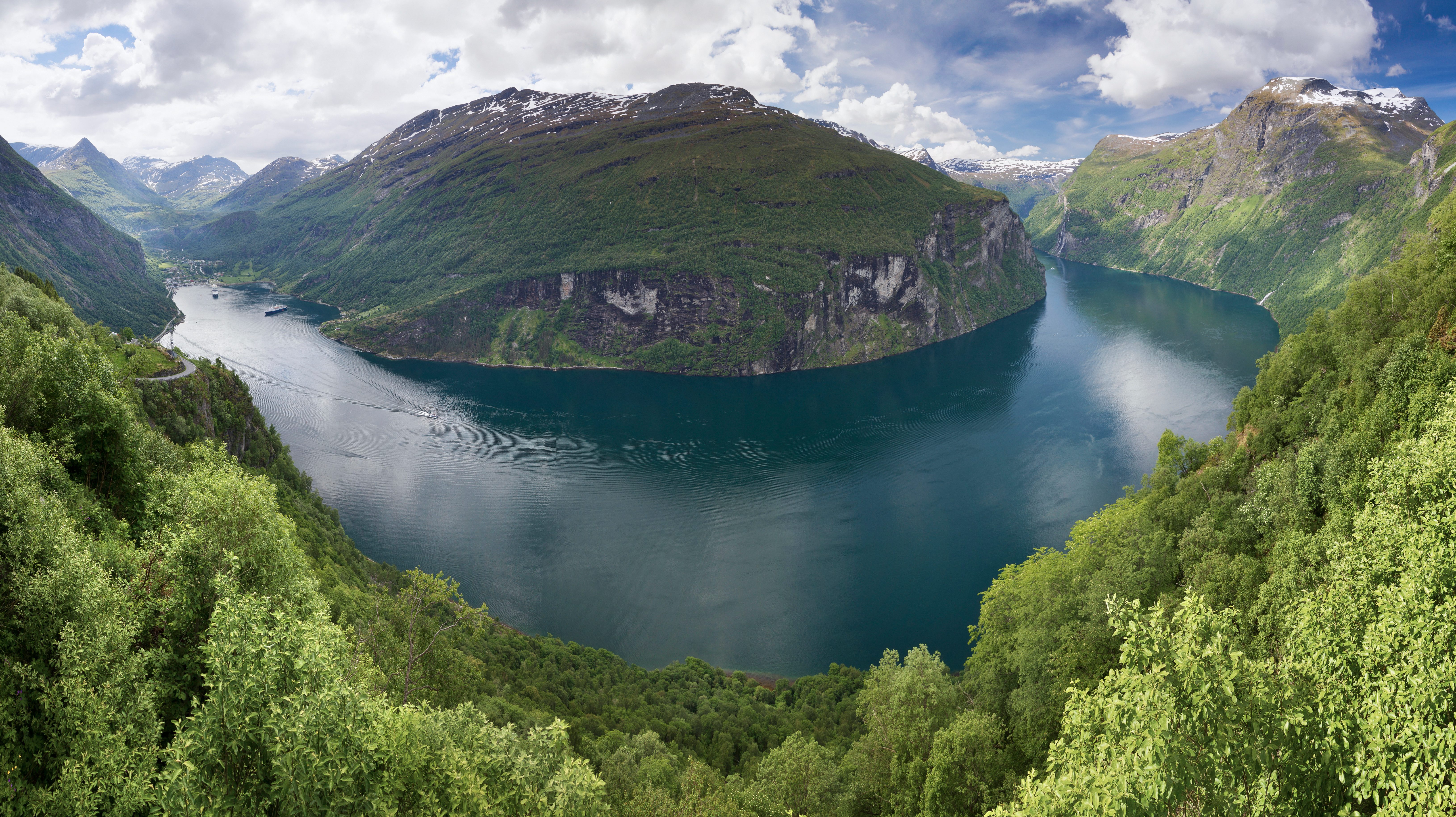
El fiord de Geiranger, patrimoni de la Humanitat per la UNESCO

Aquest fiord és una de les atraccions turístiques principals del país, i és accessible per als vaixells d'alta mar. Està inscrit amb el Nærøyfjord en la llista del Patrimoni de la Humanitat de la UNESCO des del 2005.
Un ferri d'automòbils, que funciona com un vaixell de turisme, opera per l'empresa Fjord1 Nordvestlandske. S'executa longitudinalment al llarg del fiord entre els petits pobles de Geiranger i Hellesylt.
Al llarg de les ribes del fiord, s'hi troben una sèrie de granges abandonades, algunes de les quals han estat restaurades per l'associació Venner Storfjordens. Les més visitades són Skageflå, Knivsflå, i Blomberg. A Skageflå, també s'hi pot arribar a peu des de Geiranger, mentre que per arribar-ne a les altres és necessari anar-hi en vaixell. Al fiord hi ha cascades impressionants com la cascada Søstre.

## Cascades
Les dues cascades més destacades del fiord de Geiranger són la cascada Søstre (literalment 'les set germanes'; en noruec De Syv Søstrene i Dei Sju Systrene) i la cascada Friaren (literalment 'el pretendent'). Ambdues es troben davant per davant, una a cada costat del fiord.
«El vel nupcial» (en noruec, Brudesløret) és una altra important cascada, anomenada així perquè cau de forma delicada sobre una vora rocosa, i quan es veu il·luminada des de darrere pel sol té l'aparença d'un vel fi.

## Galeria de fotos

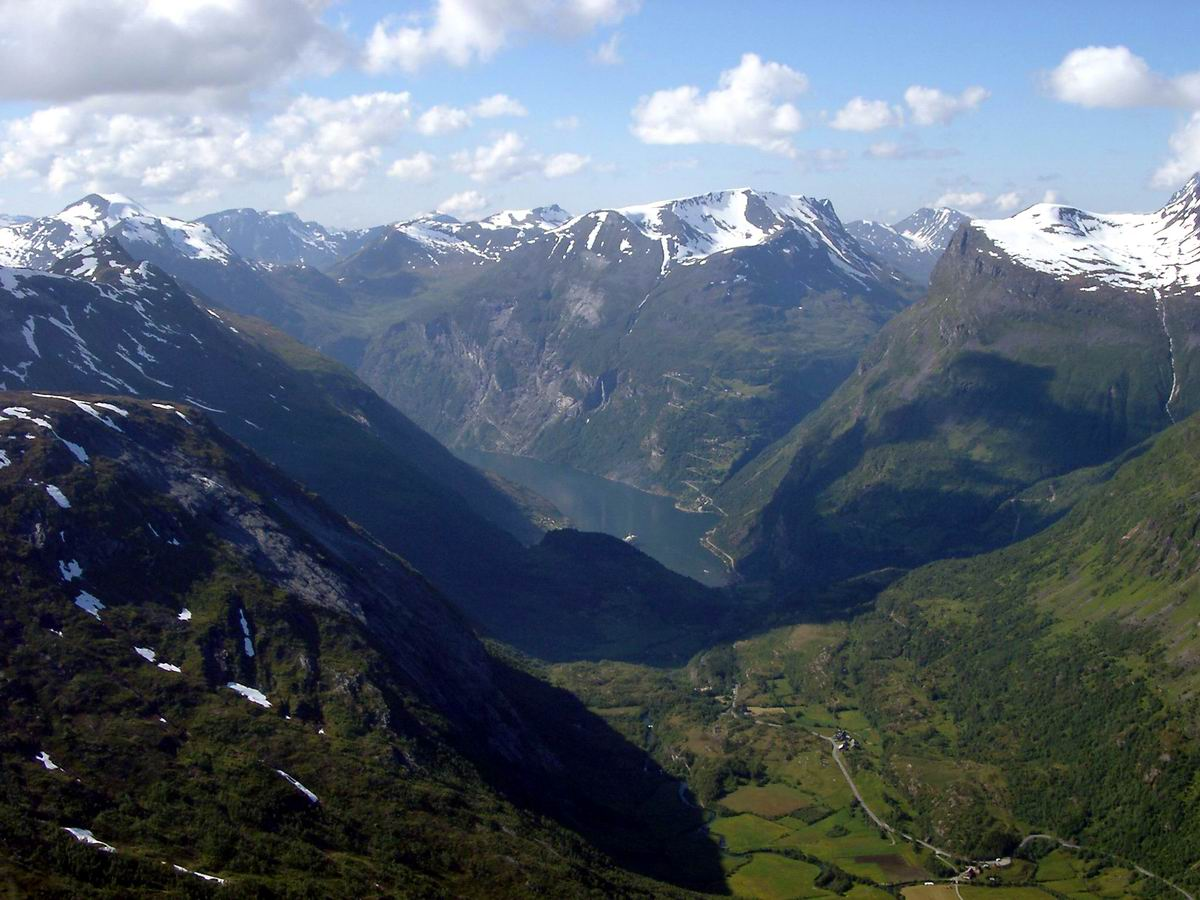
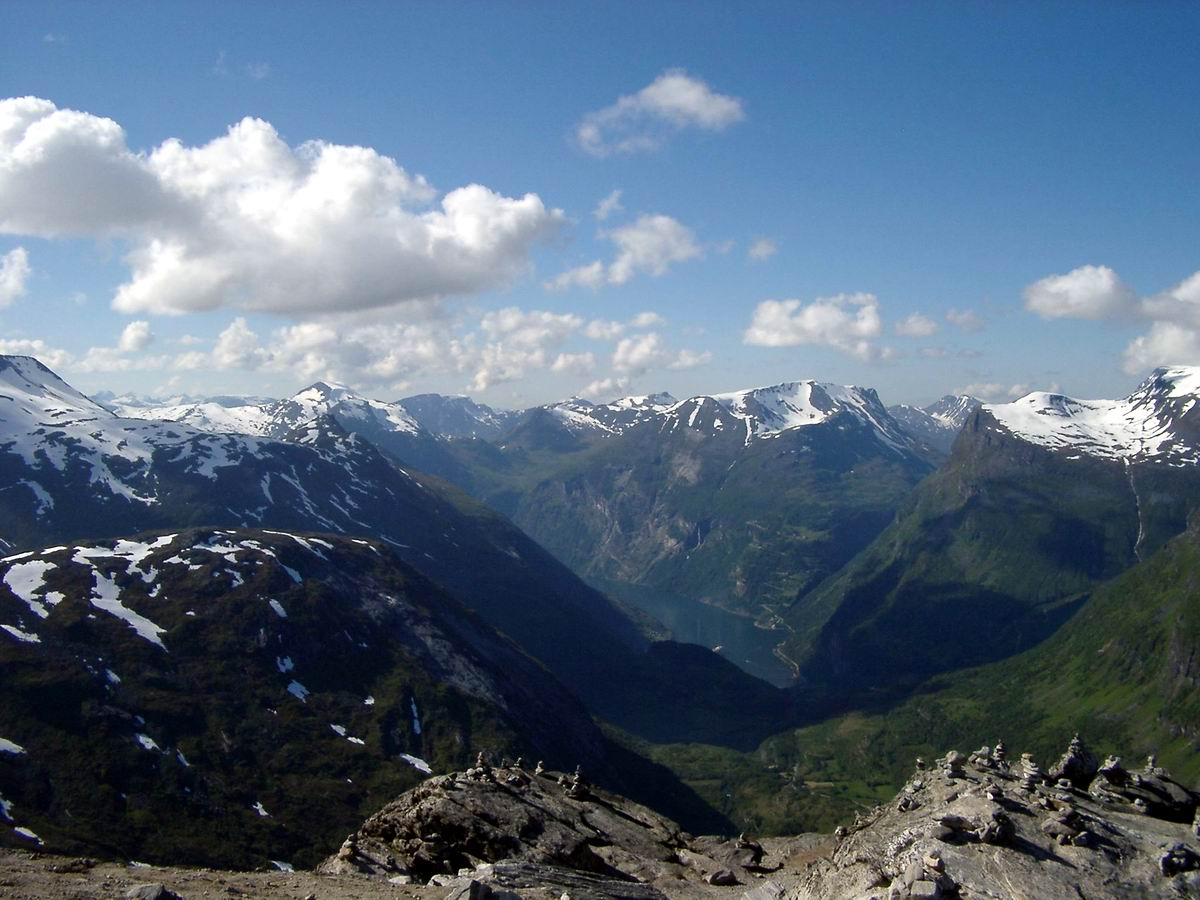
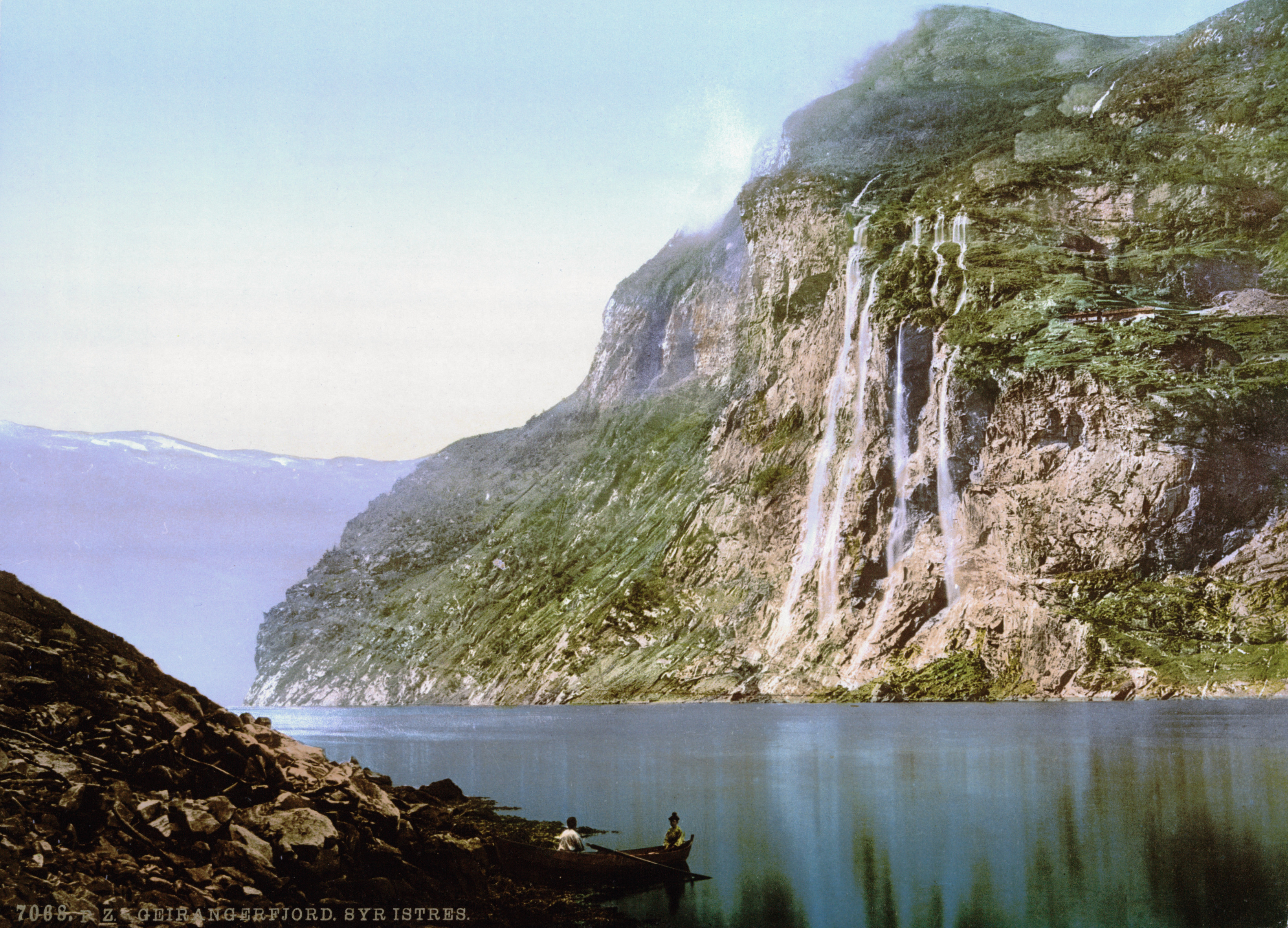
"Les set germanes"
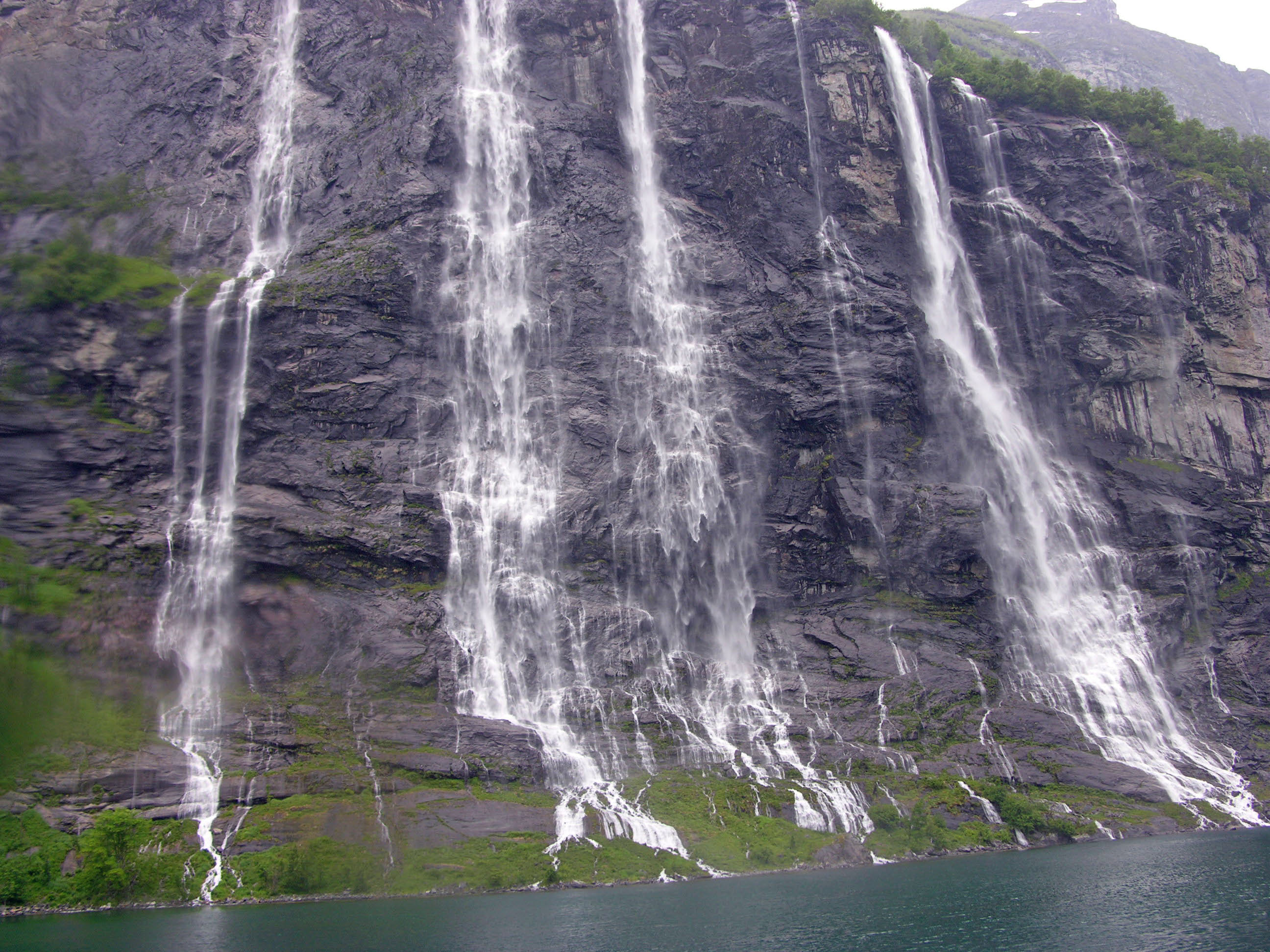
"Les set germanes"
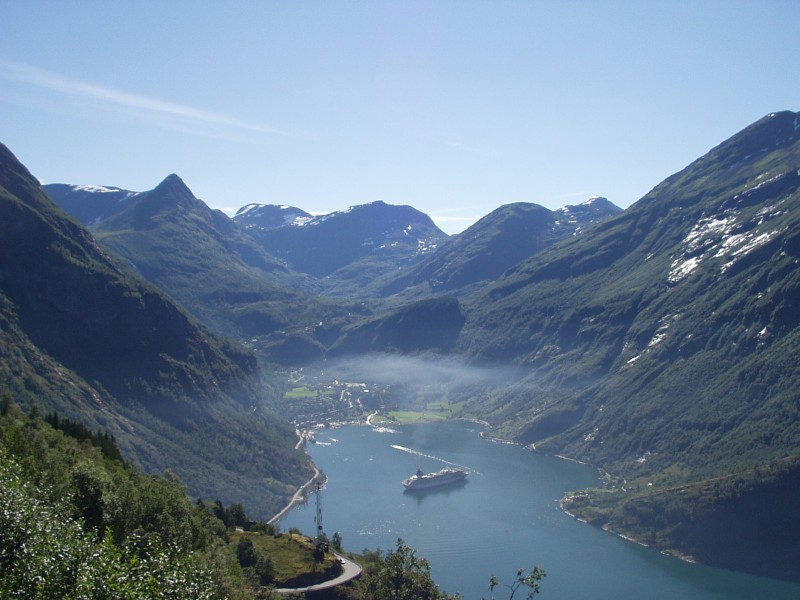
Vista des d'Oernesvingen
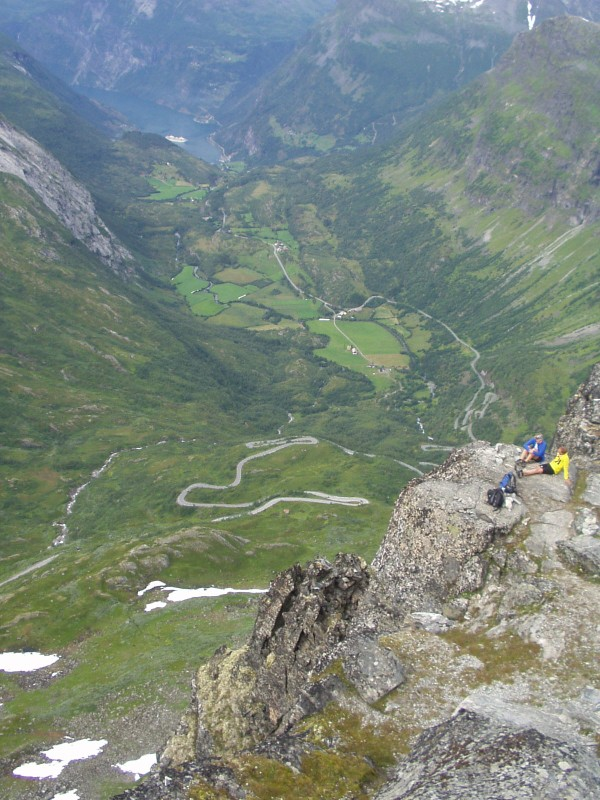
Vista des de Dalsnibba
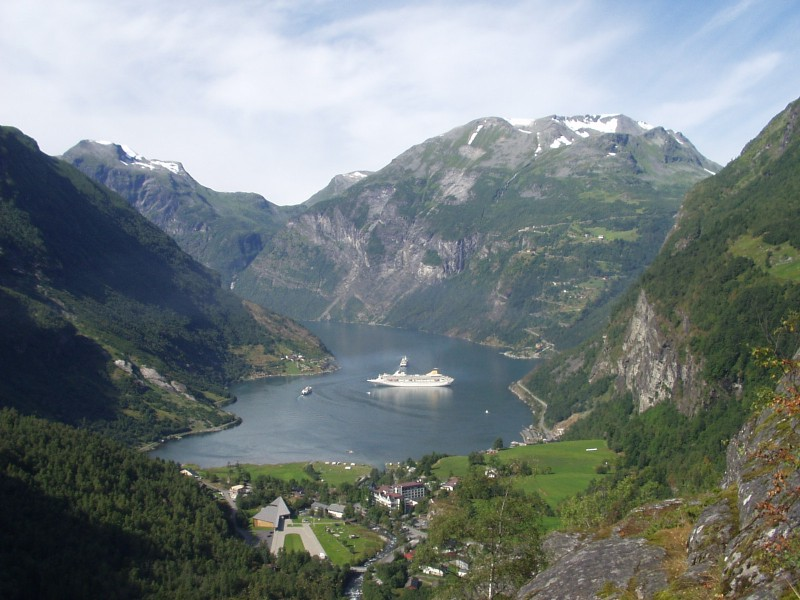
Vista des de Flydalsjuvet
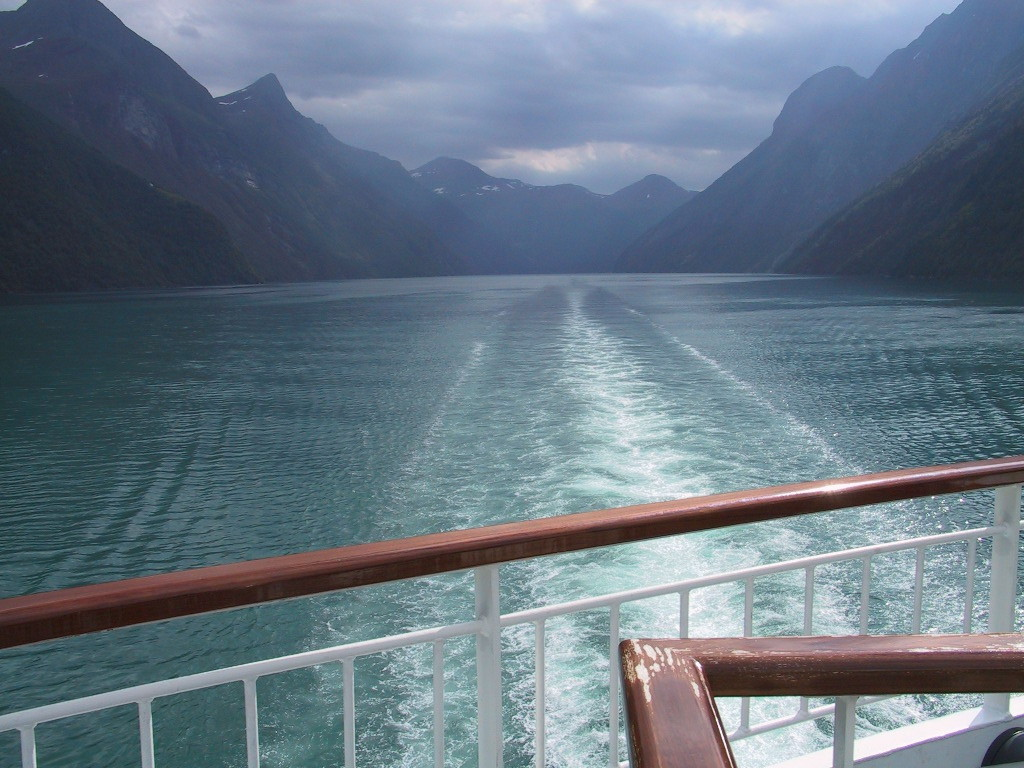
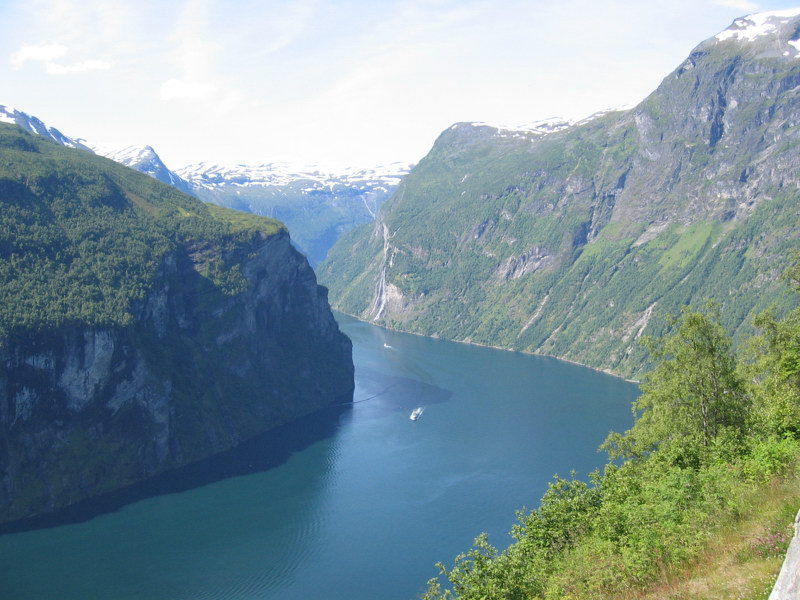
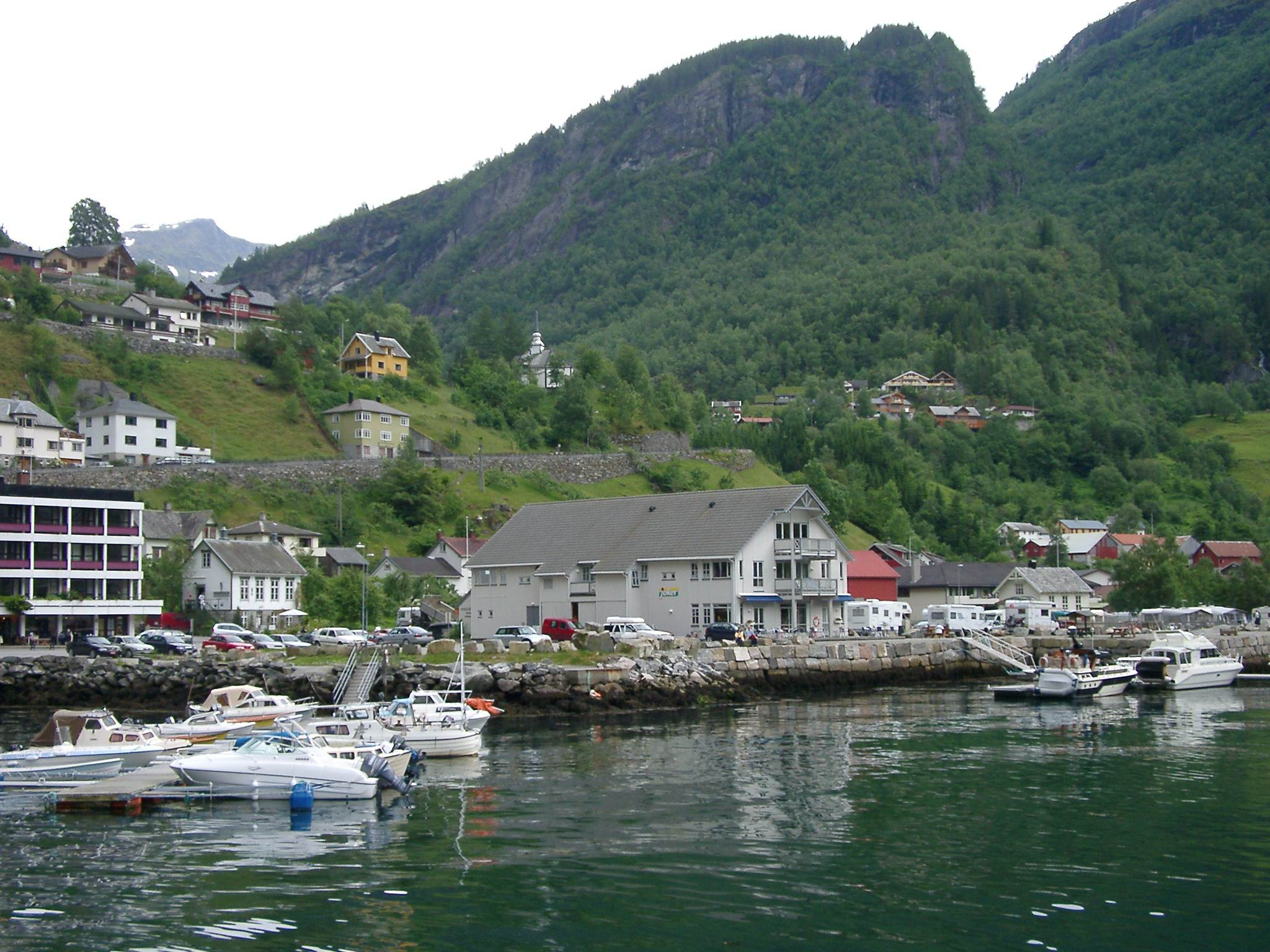
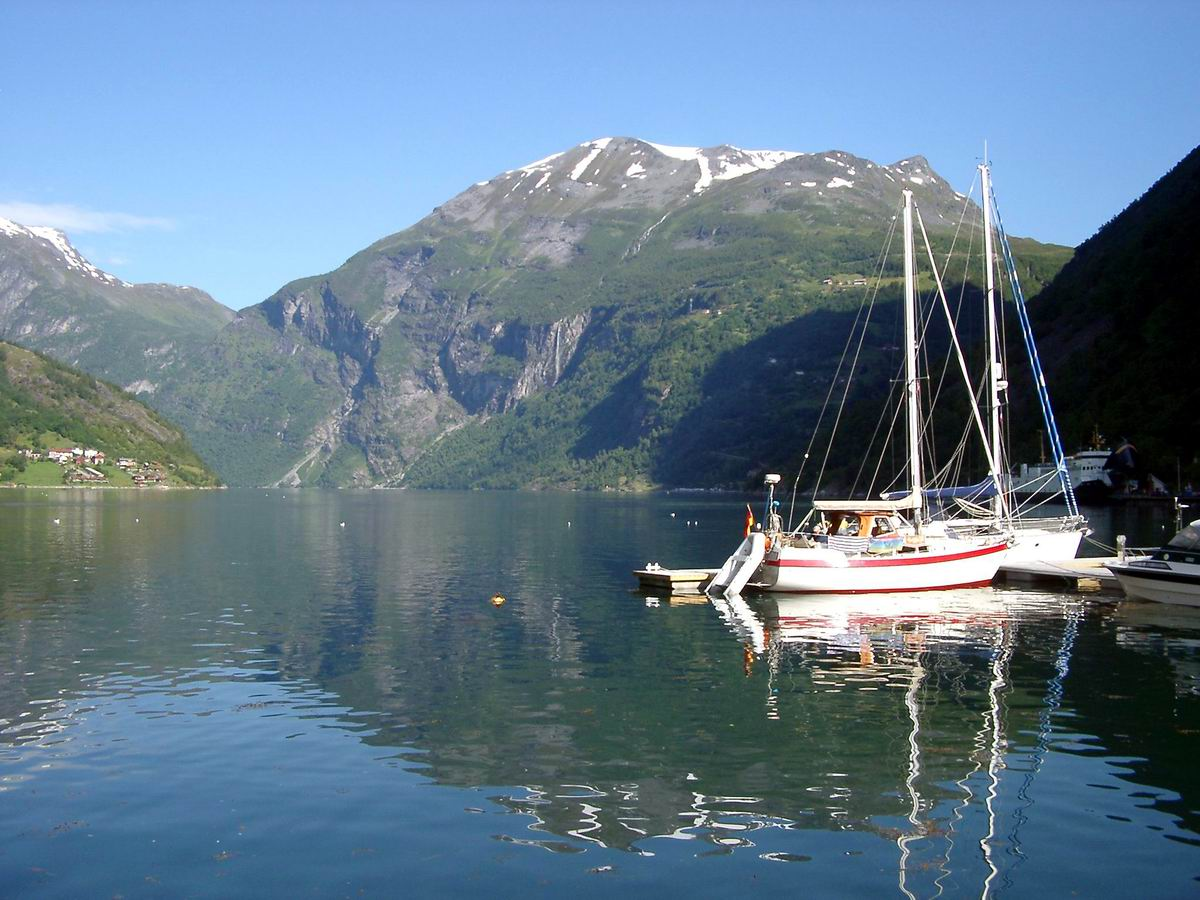
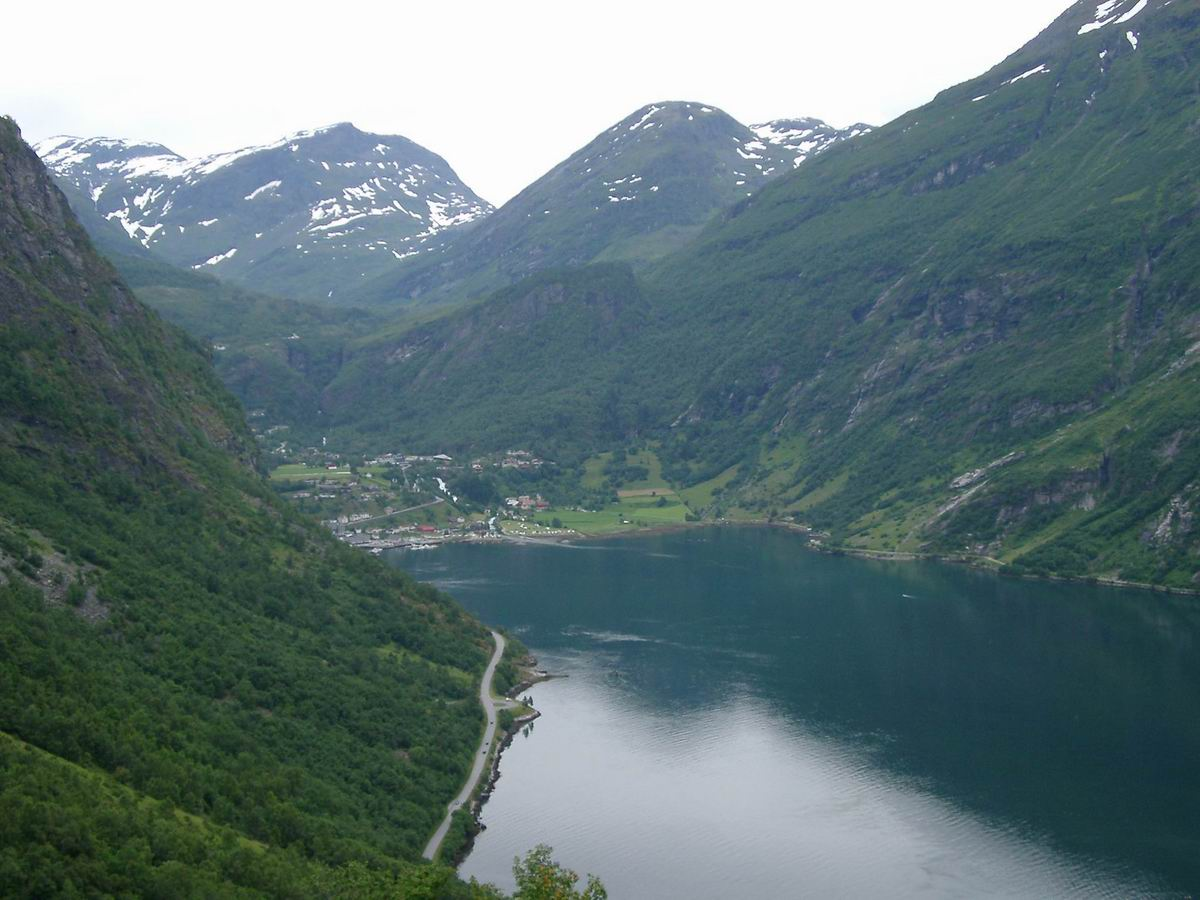
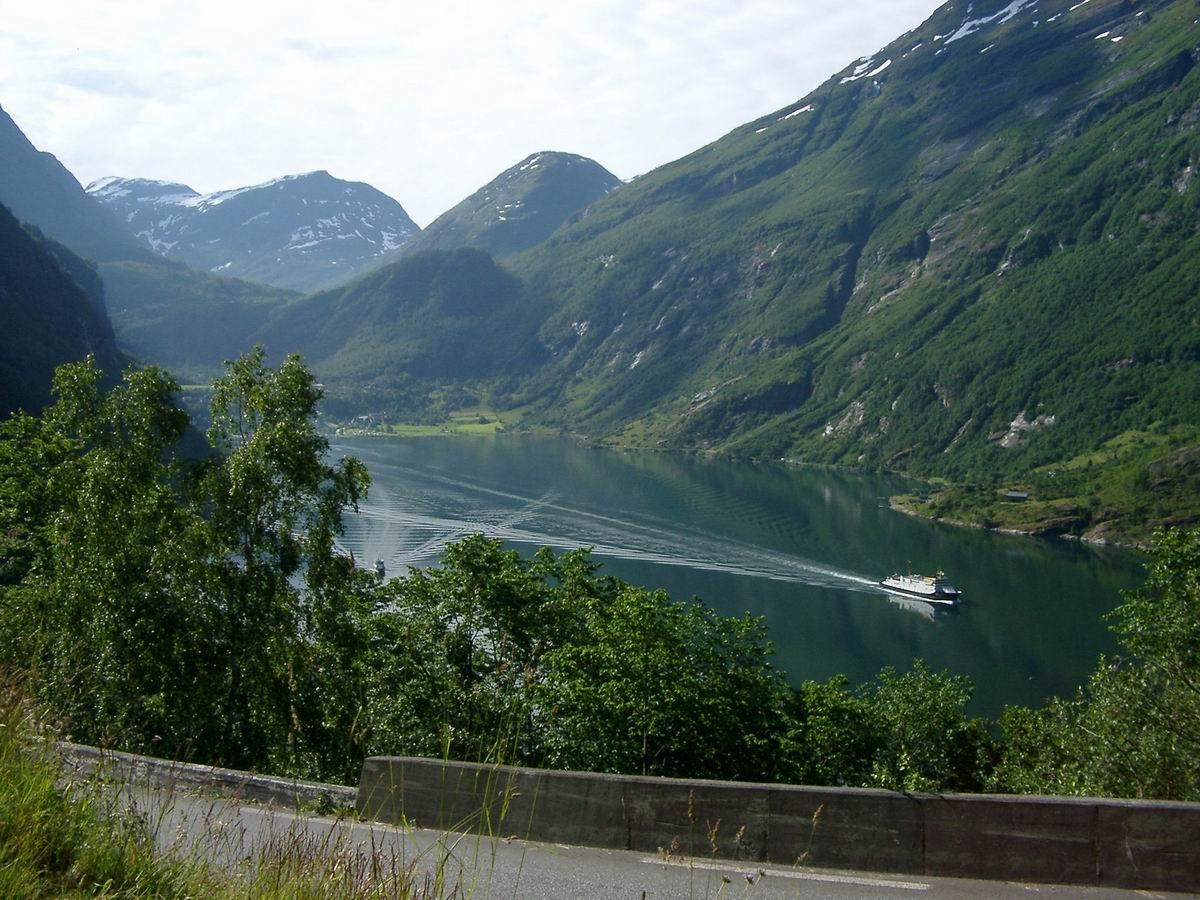
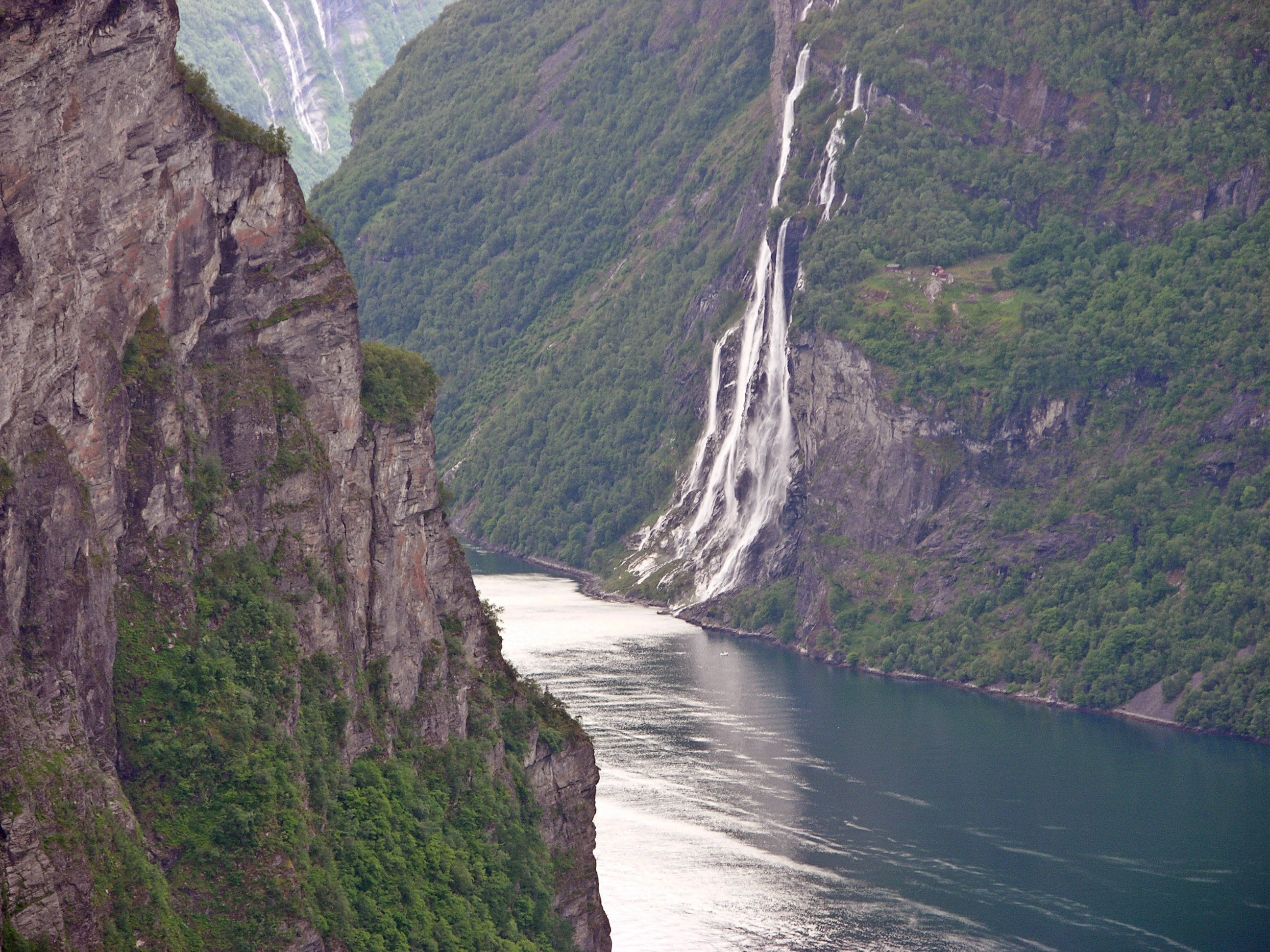